# Maya Antic

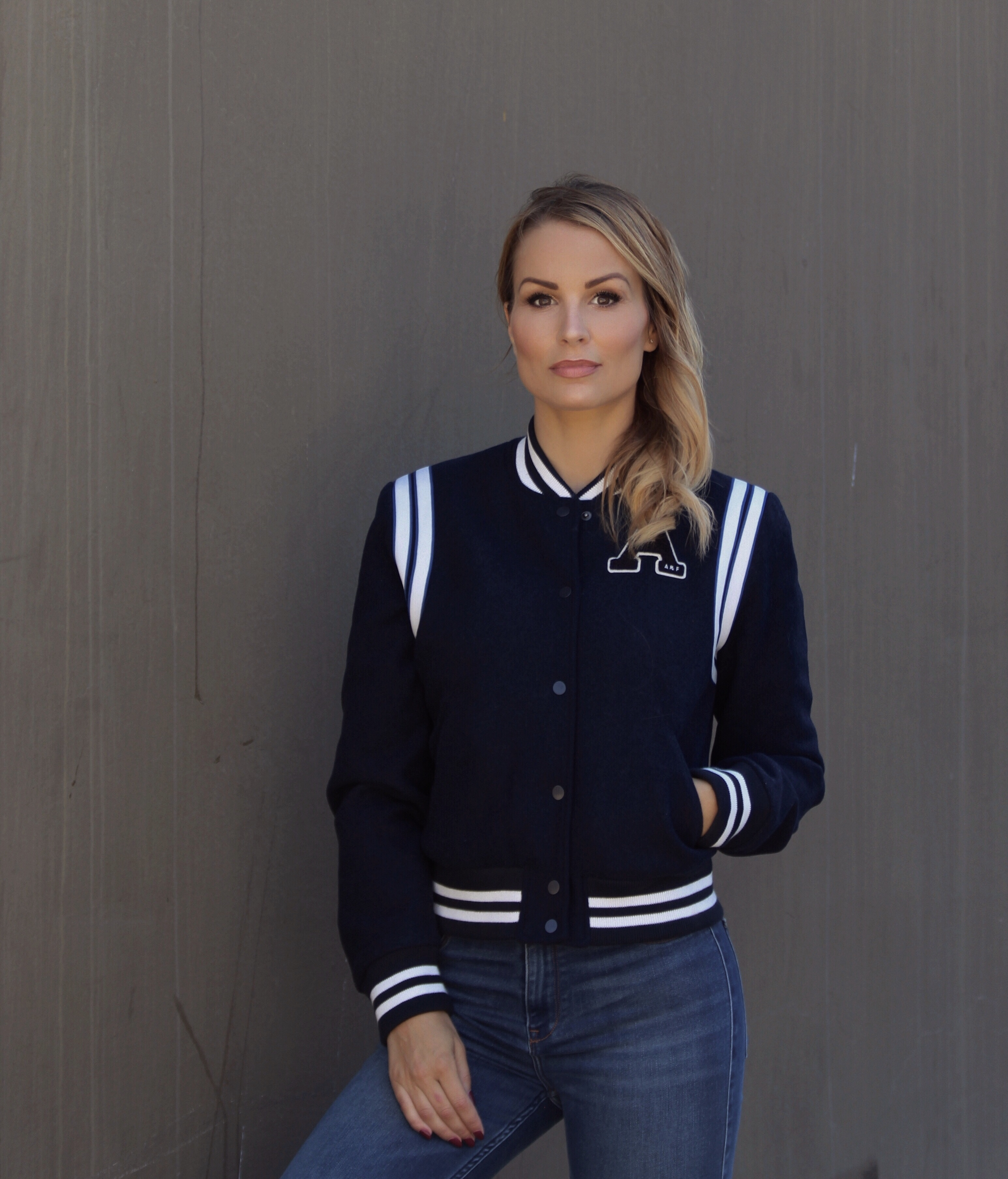
Maya Antic 2018

Maya Antić (* 9. Mai 1986 in Kassel) ist eine deutsche Schauspielerin und Eiskunstläuferin.

## Leben
Bereits im Kindesalter konnte Antić diverse nationale Wettkämpfe im Eiskunstlauf für sich entscheiden. Sie wirkte auch in verschiedenen Eiskunstlaufshows mit. Ein schwerer Autounfall, den sie im Alter von 14 Jahren erlitt, zwang sie dazu, ihre Eislaufkarriere nicht weiter zu verfolgen. Nachdem Rehabilitationsmaßnahmen zu einer vollständigen Genesung führten, schloss sie die Highschool ab. Von 2004 bis 2007 nahm Antic vermehrt privaten Gesangs- und Schauspielunterricht bei diversen Lehrern in Kassel, Weinheim und Mannheim sowie später bei Bradley Coopers Schauspielcoach Elizabeth Kemp in New York City.
Ab 2005 widmete Antić sich erneut dem Eiskunstlauf und beendete die Saison mit einem zweiten Platz bei den Hessischen Landesmeisterschaften. Letztendlich gab sie aber ihrer Schauspielarbeit den Vorrang.
Ab 2007 absolvierte Antić eine Ausbildung an der Filmschauspielschule „Studio of Young Artists“ in Hamburg, die sie 2008 erfolgreich abschloss. Danach stand sie in der Hauptrolle für den Film Grenzgänger vor der Kamera, der im Winter 2008 seine Premiere in Hamburg feierte. Ihren ersten Bühnenauftritt hatte die junge Schauspielerin in dem Stück Krankheit der Jugend des Dramatikers Ferdinand Bruckner am Monsun-Theater in Hamburg. Sie spielte die Hauptrolle der Marie.
In den darauffolgenden Jahren lebte Antić überwiegend in ihrer zweiten Wahlheimat Los Angeles und besuchte dort von 2009 bis 2010 die „Stella Adler Academy of Acting“. Seit 2011 widmet sie sich wieder vermehrt dem Eiskunstlaufen und tritt in Eisshows auf. Sie ist außerdem im Besitz einer Trainer-C Lizenz im Eiskunstlauf.
Neben der Schauspielerei arbeitet sie auch erfolgreich als Werbe- und Fotomodell und gründete im Januar 2015 ihren eigenen Fashion, Beauty, Lifestyle & Travel Blog. Antić lebt in Berlin und Los Angeles.

## Filmografie (Auswahl)
- 2006: Rebus (Kurzfilm), Regie: Patrick Gölz
- 2008: Grenzgänger (Kino) Maja Von Seebeck (Hauptcast), Regie: Timo Pierre Rositzki
- 2008: Chewing Gum (Kurzfilm), Regie: Felicitas Korn
- 2009: Im Vielleicht und Hier (Kurzfilm), Regie: Benjamin Nowack
- 2010: Entourage (Fernsehserie), Regie: Kevin Connolly HBO
- 2013: Silhouette (Mood Trailer), Eiskunstläuferin (Hauptcast), Regie: Timo Pierre Rositzki
- 2015: The little women who wasn’t there (Kurzfilm), Elizabeth Banks (Hauptcast), Regie: Maurizio Di Meo

## Theater
- 2007:	Krankheit der Jugend (Monsun-Theater Hamburg)